# Дэвис, Ли
Ли Омми Дэвис (англ. Lee Ommie Davis; род. 11 октября 1945 года, Роли, Северная Каролина, США) — американский профессиональный баскетболист, выступал в Американской баскетбольной ассоциации, отыграв восемь неполных из девяти сезонов её существования.

## Ранние годы
Ли Дэвис родился 11 октября 1945 года в городе Роли (штат Северная Каролина), где учился в средней школе Лайгон, в которой играл за местную баскетбольную команду.